# Perotrochus amabilis
Perotrochus amabilis är en snäckart som först beskrevs av Bayer 1963.  Perotrochus amabilis ingår i släktet Perotrochus och familjen Pleurotomariidae. Inga underarter finns listade i Catalogue of Life.